# Aljaksandr Schylko
Aljaksandr Schylko (belarussisch Аляксандр Шылько; englische Transkription Aliaksandr Shylko; * 1996) ist ein professioneller belarussischer Pokerspieler. Er gewann 2023 die PokerStars Players Championship.

## Pokerkarriere
Schylko stammt aus Minsk und spielt seit 2017 professionell Poker. Zunächst konzentrierte er sich auf Cash Games, mittlerweile hat er sich auf Turniere der Variante No Limit Hold’em spezialisiert.
Seine erste Geldplatzierung bei einem Live-Pokerturnier erzielte Schylko im März 2016 bei der Belarus Poker Tour in Minsk. Mitte Oktober 2019 belegte er beim Main Event des Circuits der World Series of Poker (WSOP) im King’s Resort in Rozvadov den vierten Platz und erhielt knapp 80.000 Euro. Auch im September 2021 saß er bei diesem Turnier am Finaltisch und wurde erneut Vierter, was mit rund 90.000 Euro prämiert wurde. Ende Mai 2022 entschied der Belarusse ebenfalls im King’s Resort das High Roller der Eureka Poker Tour für sich und erhielt für seinen ersten Sieg bei einem Live-Turnier den Hauptpreis von über 75.000 Euro. Im Juli 2022 war er auch erstmals bei der WSOP-Hauptturnierserie im Bally’s Las Vegas und Paris Las Vegas in Paradise am Las Vegas Strip erfolgreich und kam bei zwei Turnieren in die Geldränge, u. a. belegte er den 665. Platz im Main Event. Im Baha Mar in Nassau auf den Bahamas erreichte Schylko Anfang Februar 2023 mit den zweitmeisten Chips den Finaltisch der PokerStars Players Championship. Dort einigte er sich bei drei verbliebenen Spielern mit Max Menzel und Philipe Pizzari auf einen Deal, der ihm das meiste Preisgeld von über 2,9 Millionen US-Dollar zusicherte. Anschließend gewann der Belarusse das Turnier und erhielt dafür weitere 200.000 US-Dollar sowie eine Trophäe.
Insgesamt hat sich Schylko mit Poker bei Live-Turnieren mehr als 3,5 Millionen US-Dollar erspielt und ist damit nach Mikita Badsjakouski der zweiterfolgreichste belarussische Pokerspieler.